# Despina Jeorjadu
Despina Jeorjadu (gr. Δέσποινα Γεωργιάδου; ur. 22 czerwca 1991 w Amarusionie) – grecka szablistka, dwukrotna medalistka mistrzostw świata.
Podczas mistrzostw świata w Kairze w 2022 roku zdobyła brązowy medal w turnieju indywidualnym. Wyprzedziły ją jedynie Japonka Misaki Emura i reprezentująca Azerbejdżan Anna Baszta. Na rozgrywanych rok później mistrzostwach świata w Mediolanie zdobyła indywidualnie srebrny medal, przegrywając w finale z Misaki Emurą. Na tej samej imprezie była również ósma w zawodach drużynowych.
Zajęła także siódme miejsce drużynowo i dziesiąte indywidualnie na igrzyskach europejskich w Krakowie w 2023 roku.